# مارتن بايلي (لاعب كرة قدم)
مارتن بايلي (بالإنجليزية: Martin Bayly)‏ هو لاعب كرة قدم أيرلندي، ولد في 14 سبتمبر 1966 في دبلن في جمهورية أيرلندا. شارك مع منتخب جمهورية أيرلندا تحت 21 سنة لكرة القدم. أما مع النوادي، فقد لعب مع باتريك أتلتيك وديري سيتي وكوفنتري سيتي ونادي سليغو روفرز ونادي شامروك روفرز ونادي لينفيلد ووولفرهامبتون واندررز.

## وصلات خارجية
- مارتن بايلي على موقع الاتحاد الدولي (مؤرشف)  (الإنجليزية)
- مارتن بايلي على موقع قاعدة بيانات كرة القدم.إي يو (الإنجليزية)